# Bombattentatet i Omagh
Bombattentatet i Omagh ägde rum den 15 augusti 1998 då Real Irish Republican Army (RIRA) lämnade en röd Vauxhall Cavalier (Opel Ascona) med en 230 kg tung hemgjord bomb i samhället Omaghs centrum. Bombmännen kunde inte hitta en parkeringsplats i närheten av det huvudsakliga målet domstolsbyggnaden och lämnade därför bilen på Market Street cirka 400 meter därifrån. Som ett resultat av detta blev de tre telefonvarningarna om var bomben skulle finnas felaktiga och polisstyrkan RUC som evakuerade folk trodde att bomben fanns utanför domstolsbyggnaden. De upprättade snabbt avspärrningar för att hålla civila borta från en eventuell explosion vid domstolsbyggnaden, vilket resulterade i att folk flyttades vidare ut i förmodad säkerhet på Market Street där bomben i verkligheten fanns. Strax efter att evakueringen hade slutförts exploderade bomben mitt i folkvimlet på gatan och dödade 29 människor och skadade 220 andra. Denna attack blev den dödligaste någonsin under konflikten i Nordirland.

## Efterspel
Bombdådet ledde till krav på fred över hela världen och de irländska och brittiska regeringarna införde nya antiterrorist-lagar som skulle stoppa RIRA. RIRA blev även pressad av Provisoriska IRA (PIRA) när medlemmar ur PIRA besökte ett 60-tal personer som hade kopplingar till RIRA och sade åt dem att upplösa sig och inte inkräkta på PIRA:s vapengömmor. Organisationen var extremt skakad, vilket även inkluderade McKevitt och Sands-McKevitt eftersom båda dessa tvingats flytta när media nämnde McKevitts namn i samband med bombningen, och RIRA förklarade ett eldupphör den 8 september.
Irish Republican Socialist Party krävde även att deras militanta gren Irish National Liberation Army skulle skriva under långfredagsavtalet vilket grupperingen gjorde 1999.

## Offer
Bombattentatet krävde 29 dödsoffer. 21 personer dödades på platsen, medan 8 avled på väg till eller på sjukhuset.

- Rocio Abad Ramos (23)
- James Barker (12)
- Fernando Blasco Baselga (12)
- Geraldine Breslin (43)
- Deborah-Anne Cartwright (20)
- Gareth Conway (18)
- Breda Devine (1)
- Oran Doherty (8)
- Adian Gallagher (21)
- Esther Gibson (36)
- Mary Grimes (66)
- Olive Hawkes (60)
- Julia Hughes (21)
- Brenda Logue (17)
- Jolene Marlow (17)
- Ann McCombe (48)
- Brian McCrory (54)
- Samantha McFarland (17)
- Sean McGrath (61)
- Sean McLaughlin (12)
- Avril Monaghan (30)
- Maura Monaghan (1)
- Alan Radford (16)
- Elizabeth Rush (57)
- Veda Short (56)
- Philomena Skelton (49)
- Bryan White (27)
- Frederick White (60)
- Lorraine Wilson (15)